# راشيل أثرتون
راشيل أثرتون (بالإنجليزية: Rachel Atherton)‏ مواليد 6 ديسمبر 1987، هي درّاجة إنجليزية.

## روابط خارجية
- راشيل أثرتون على موقع أرشيف الدراجات (الإنجليزية)
- راشيل أثرتون على موقع CycleBase (الإنجليزية)
- راشيل أثرتون على موقع MTB Data (الإنجليزية)